# Championnats de Hongrie d'escrime 1900
Navigation
Édition suivante
Les championnats de Hongrie d'escrime 1900 ont lieu les 28 avril et 29 avril 1900 à Budapest. Ce sont les tout premiers championnats d'escrime de histoire en Hongrie. Ils sont organisés par la MVSz.
Les championnats comportent seulement deux épreuves, le fleuret masculin et le sabre masculin.

## Classements
| Épreuves          | Or                   | Argent               | Bronze                    |
| ----------------- | -------------------- | -------------------- | ------------------------- |
| Fleuret           |                      |                      |                           |
| Hommes individuel | Ervin Mészáros MAC   | László Pórteleky MAC | Alajos Akay Wesselényi VC |
| Epée              |                      |                      |                           |
| Hommes individuel | László Pórteleky MAC | Aladár Szőts MAC     | Ervin Mészáros MAC        |